# Cecidomyia sarae
Cecidomyia sarae är en tvåvingeart som beskrevs av Nijveldt 1987. Cecidomyia sarae ingår i släktet Cecidomyia och familjen gallmyggor. Inga underarter finns listade i Catalogue of Life.